# Paulick-Kandelaber

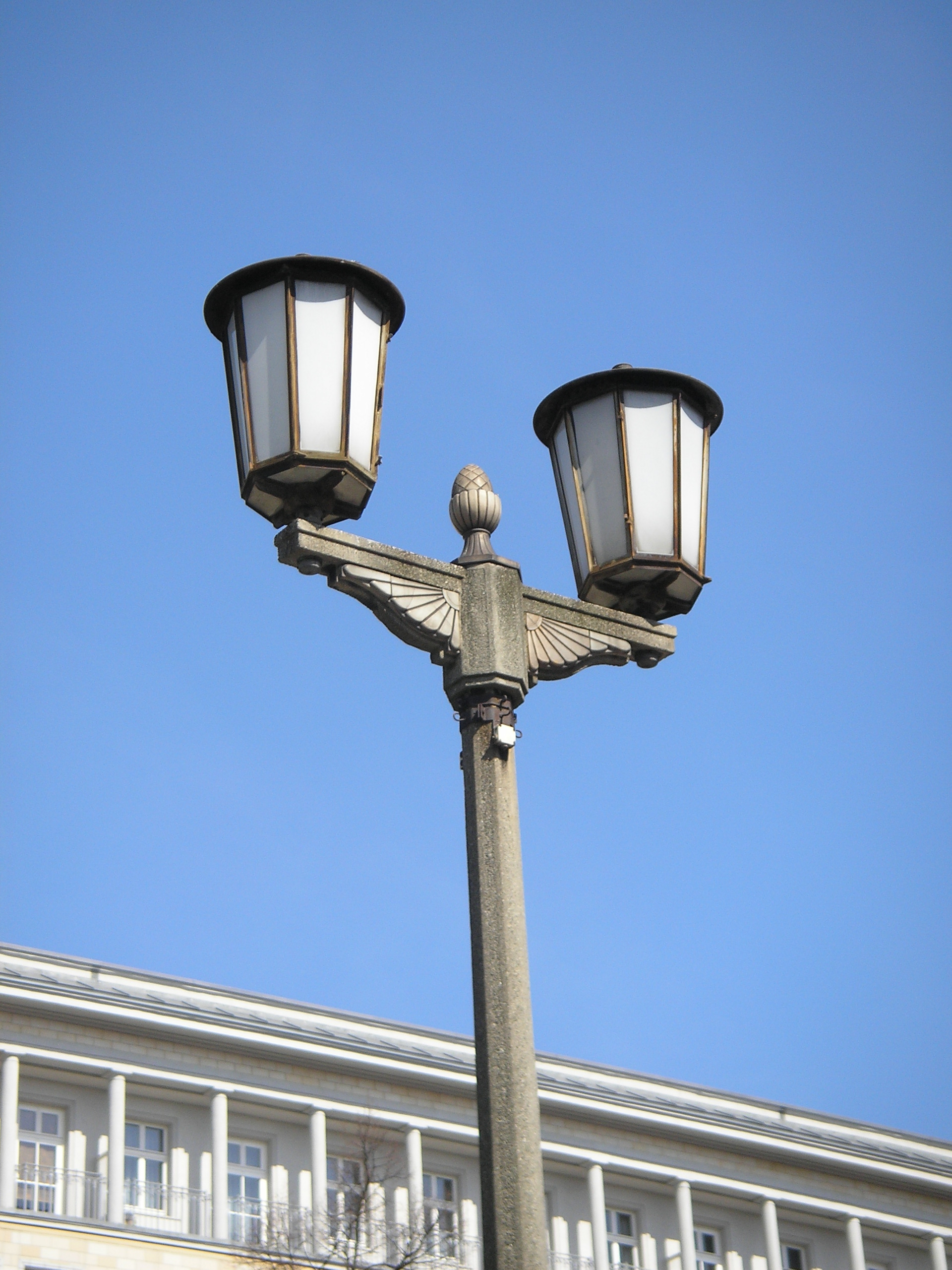
Zweiarmiger Paulick-Kandelaber vor der Erneuerung, April 2006

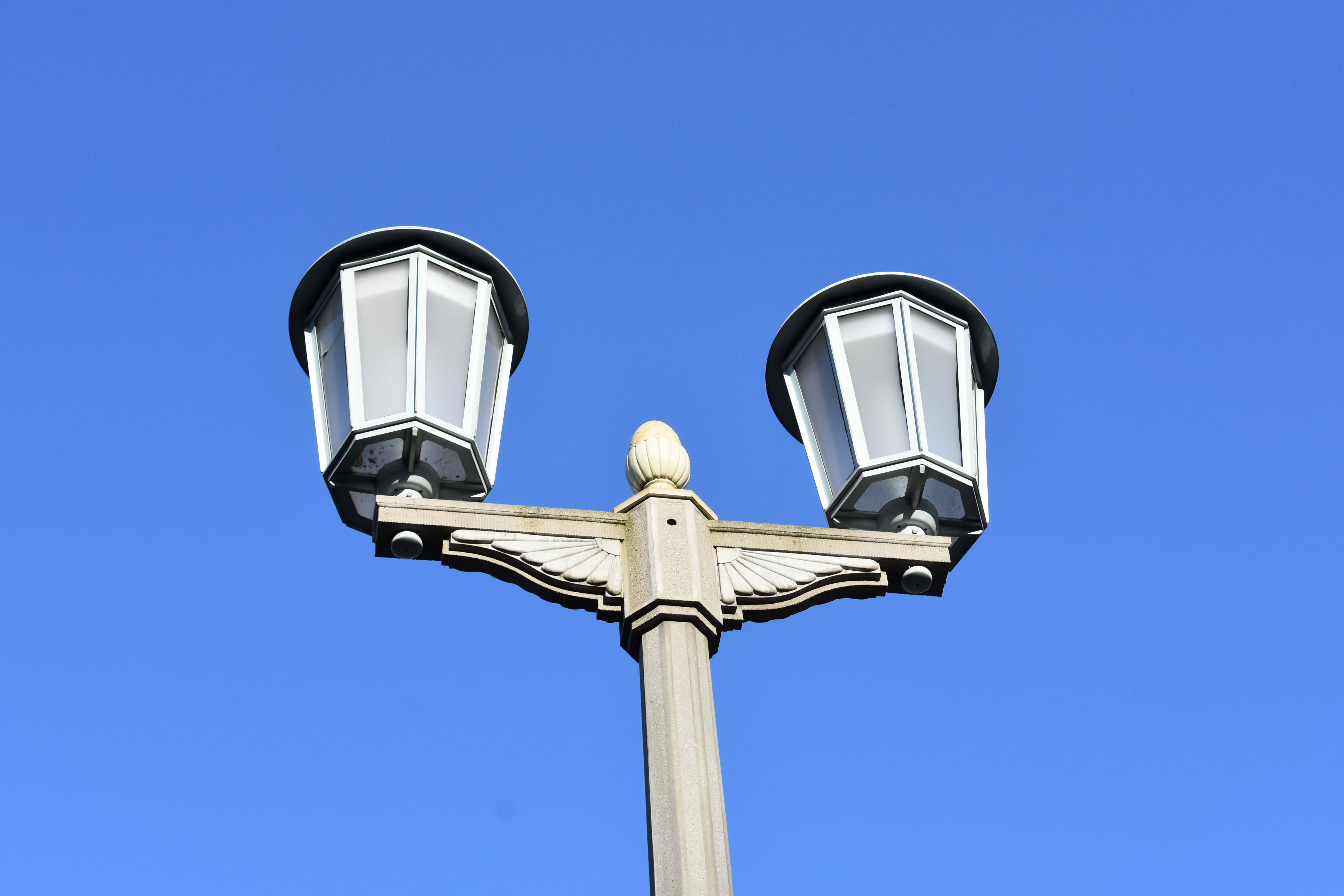
Zweiarmiger Paulick-Kandelaber nach der Erneuerung, Januar 2018

Die Paulick-Kandelaber hatte der Architekt Richard Paulick Anfang der 1950er Jahre von für die Beleuchtung Stalinallee, der heutigen Karl-Marx-Allee bis Frankfurter Allee Ecke Proskauer Straße in Berlin entworfen.

## Entwurf und Bau der Kandelaber 1952–1955

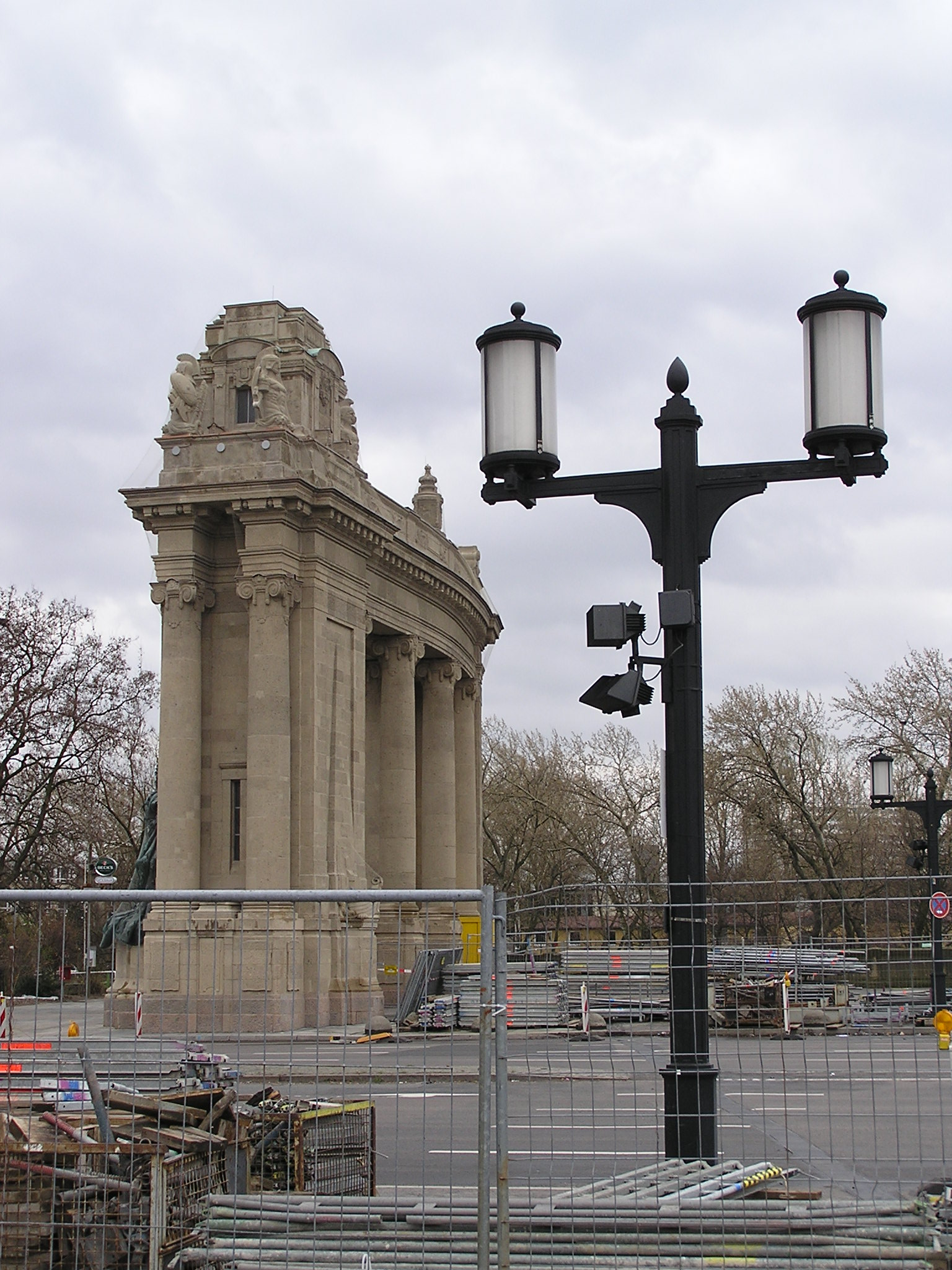
Vorbild: Von Albert Speer entworfene Kandelaber für die Beleuchtung der Ost-West-Achse der geplanten „Welthauptstadt Germania“

Die damalige Stalinallee sollte ab 1950 zur repräsentativen Vorzeigestraße des Ostteils Berlins entwickelt werden. Hierzu wurden namhafte Architekten beteiligt und Anregungen des Städtebaus der Sowjetunion studiert.
Neben den Hochbauten war eine angemessene Straßenbeleuchtung vorgesehen. Richard Paulick war als Abteilungsleiter im Institut für Bauwesen in Berlin für die Organisation der Großbaustelle verantwortlich. Er entwarf die für das Bild der Stalinallee prägenden zwei- und vierarmigen Straßenleuchten, die den OWA-Kandelabern von Albert Speer für die Ost-West-Achse aus dem Jahr 1936 ähneln.
Anfang Dezember 1952 wurden die ersten Lampen im VEB Leuchtenbau Berlin montiert. Insgesamt wurden 215 Paulick-Kandelaber gebaut, die aus einem Stahlbetonmast mit aufgesetzten Leuchtkörpern bestehen. Sie waren mit zwei bzw. vier Quecksilberdampflampen bestückt.

## Austausch der Kandelaber 2008–2009
Nach rund 50 Jahren wiesen insbesondere die Stahlbetonmasten der Paulick-Kandelaber starke Schäden durch korrodierte Stahlarmierungen und Betonabplatzungen auf.
Eine Senatsvorlage vom Juni 2005 teilte mit, dass die ursprünglich beabsichtigte Rekonstruktion der Paulick-Kandelaber nicht durchführbar ist, weil die Kandelaber weitaus stärker geschädigt sind, als bei der im Jahr 2002 vorgenommenen noch relativ groben Kostenschätzung angenommen worden war.
Aus einer Mitteilung der Senatsverwaltung für Stadtentwicklung vom 21. Dezember 2007 geht hervor, dass für die Erneuerung der Paulick-Kandelaber in der Karl-Marx-Allee knapp vier Millionen Euro bereitgestellt wurden. Die Auftragsvergabe erfolgte im August 2007 an eine Berlin-Brandenburgische Bietergemeinschaft (Kraft und Lichtanlagen GmbH / Construktions-Licht GmbH) für die Leuchtkörper und an die Firma Omexom Kraft- und Lichtanlagen GmbH in Herzfelde für die Masten. Die Keramikplatten am Mast wurden in einer brandenburgischen Firma gefertigt. Der Austausch der Kandelaber begann im Januar 2008. Auf einer Länge von 2,3 Kilometern wurden insgesamt 205 Kandelaber mit zwei Lichtkörpern und zehn Kandelaber mit vier Lichtkörpern demontiert und durch formgetreue Neubauten an den vorhandenen Standorten ersetzt. Die neuen Aufsatz-Glasleuchtkörper wurden bei Hellux Construktionslicht GmbH / LUNUX GmbH hergestellt und sind mit zwei (bzw. vier) 70-W-Halogen-Metalldampflampen bestückt, was zu einer besseren Lichtwirkung führt.

Bildergalerie
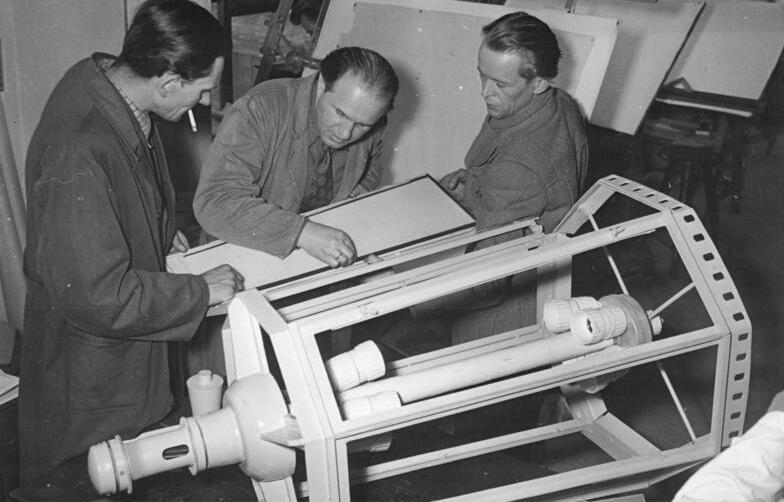
Kollegen vom Konstruktionsbüro des VEB Leuchtenbau beim Einsetzen der Scheiben in die Lampe, Dezember 1952
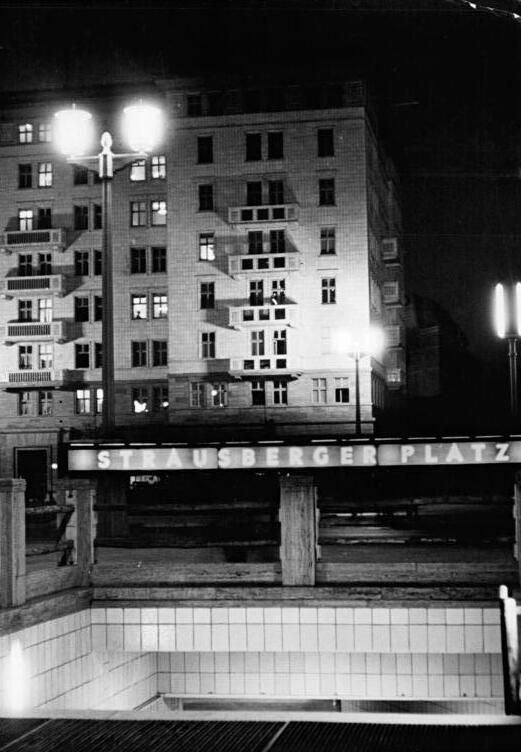
U-Bahn-Eingang Strausberger Platz mit Paulick-Kandelaber, September 1953
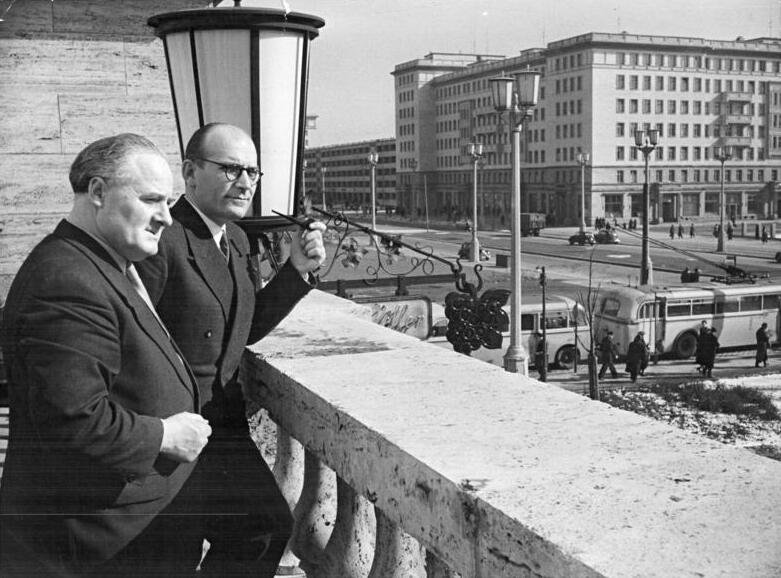
Paulick-Leuchte auf der Balustrade der HO-Gaststätte Haus Budapest, März 1955
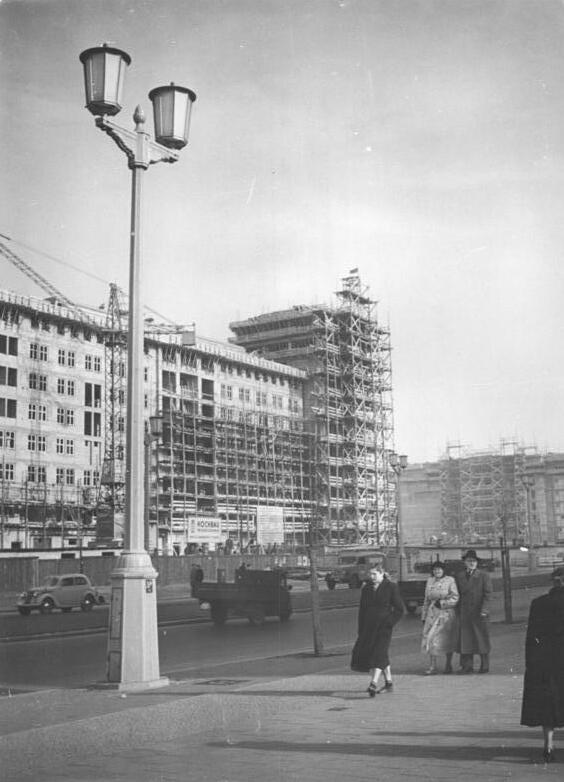
Stalinallee, Block F Nord mit zweiarmigem Paulick-Kandelaber, Oktober 1954
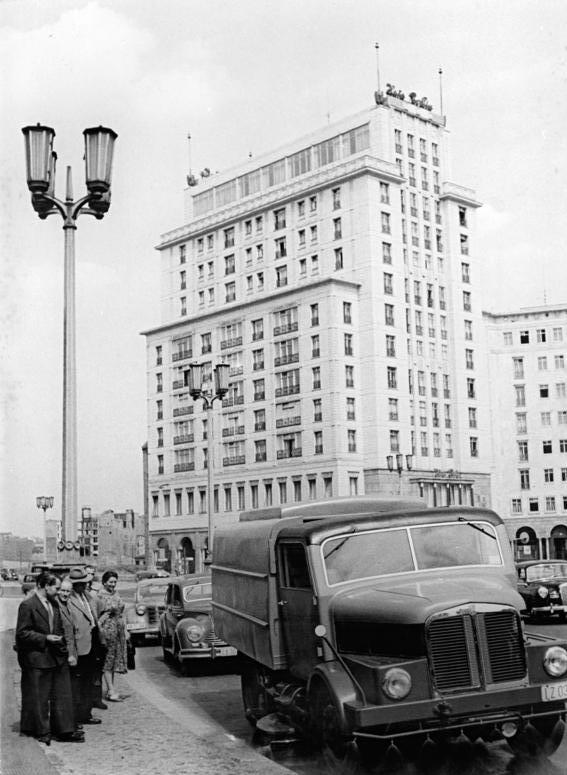
Strausberger Platz mit vierarmigem Paulick-Kandelaber, Juli 1957
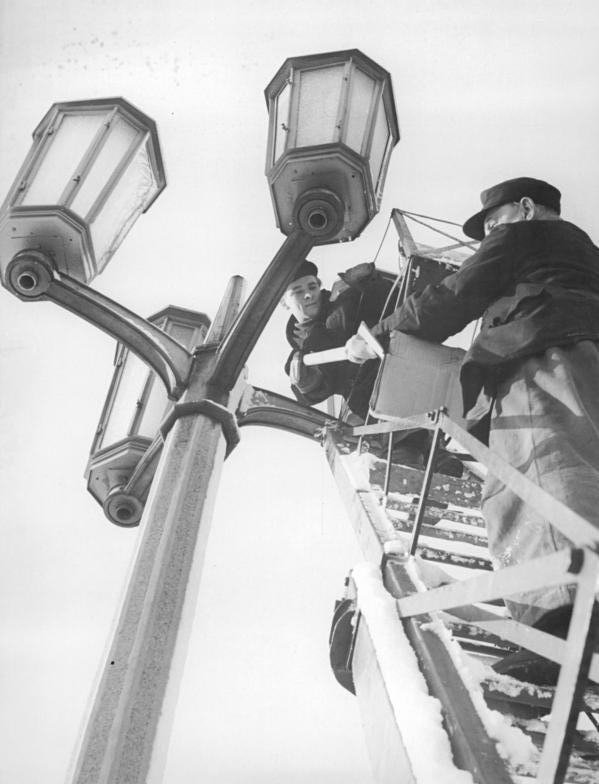
Vierarmiger Paulick-Kandelaber, März 1958
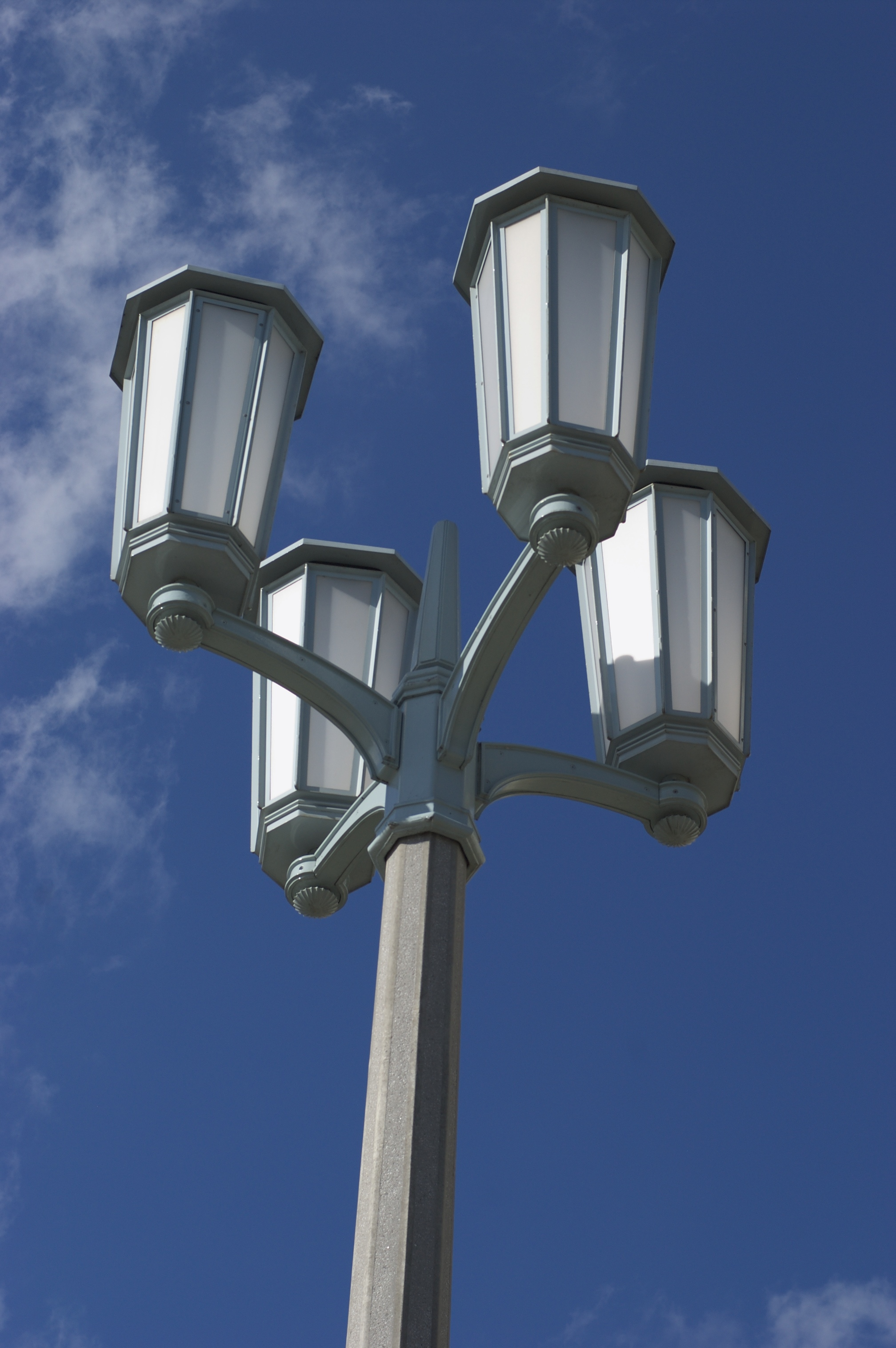
Vierarmiger Paulick-Kandelaber nach der Erneuerung, August 2012